# Alexandre Tatichtchev
Pour les articles homonymes, voir Tatichtchev.
Le comte Alexandre Ivanovitch Tatichtchev (en russe : Александр Иванович Татищев), né en 1763 et décédé en 1833, était général et homme politique russe. Il fut membre du Conseil d'État (30 août 1823),  ministre de la Guerre du 14 mars 1823 au 26 août 1827.
Alexandre Tatichtchev est issu d'une famille noble de la province de Penza. [réf. nécessaire]